# Darlington (hrabstwo Lafayette)
Darlington – miejscowość w Stanach Zjednoczonych, w stanie Wisconsin, w hrabstwie Lafayette.